# 原子谱线

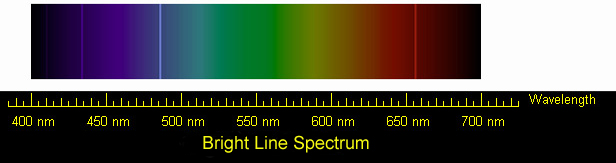
氢原子著名的发射谱线系之一：巴耳末系。可以从图上看到明显的434纳米、486纳米和656纳米几条谱线。

物理学中，原子谱线是指原子内部电子跃迁形成的谱线，可分为两类：
- 发射谱线是由电子从原子内部离散的特定能级发生跃迁至更低的能级而形成的，并释放出具有特定能量和波长的光子。这些对应着相应跃迁的大量光子所形成的能谱会在对应的波长处显示出发射峰。

- 吸收谱线是由电子从原子内部离散的特定能级发生跃迁至更高的能级而形成的，这个过程需要吸收具有特定能量和波长的光子。通常情况下这些被吸收的光子会来自一个连续光谱，从而使这个连续光谱在对应被吸收光子的波长处显示出因吸收而凹陷的特征。

这两类谱线中所对应的两个跃迁能级需要对应着电子的束缚态，因而这类跃迁有时也被称为“束缚态-束缚态”跃迁，与之对应的是电子从束缚态获取足够的能量从而从原子中完全逸出（“束缚态-自由态”跃迁）。自由态的电子具有连续谱，此时的原子被电离，而过程所辐射的能谱也是连续的。
跃迁中辐射或吸收的单个光子所携带的能量等于电子跃迁的两个能级之差，用普朗克關係式即描述为能级差{\displaystyle E=h\nu \,}，其中{\displaystyle \nu \,}是光子的频率，而{\displaystyle h\,}是普朗克常数。

## 发射和吸收系数
原子谱线中发射谱线的辐射能量可用一个发射系数{\displaystyle \epsilon \,}来表示，其含义为单位时间单位体积单位立体角内辐射的能量。由此，{\displaystyle \epsilon dtdVd\Omega \,}则是在单位时间{\displaystyle dt\,}内从单位体积{\displaystyle dV\,}中朝单位立体角{\displaystyle d\Omega \,}方向上所辐射的能量。对原子发射谱线，发射系数为
{\displaystyle \epsilon ={\frac {h\nu }{4\pi }}n_{2}A_{21}\,}
其中{\displaystyle n_{2}}是处于发射状态的原子的数密度，而{\displaystyle A_{21}}是自发辐射的爱因斯坦系数，这个系数对于任意两个特定的能级是定值。根据基尔霍夫热辐射定律，空间一定区域内的吸收特性是与它的发射特性密切相连的，因此我们也要同时考虑吸收谱线的吸收系数。吸收系数{\displaystyle \kappa \,}具有“1/长度”的量纲，从而{\displaystyle \kappa dx\,}给出的是频率为一定的光在行走了距离{\displaystyle dx\,}后被吸收的光强占总光强的比例。吸收系数的表达式为
{\displaystyle \kappa ={\frac {h\nu }{4\pi }}(n_{1}B_{12}-n_{2}B_{21})\,}
类似发射系数，{\displaystyle n_{1}}是处于吸收状态的原子的数密度，{\displaystyle B_{12}}和{\displaystyle B_{21}}分别是爱因斯坦系数中的自发吸收和受激辐射的系数，它们对于任意两个特定的能级也是定值。
当系统处于局部的热平衡状态时，处于基态和激发态的原子各自的数密度满足麦克斯韦-玻尔兹曼分布；但对于非热平衡状态的情形（例如激光），原子的数密度分布计算会相当复杂。
上面列出的公式都假设了谱线对应的频率是单一的，即谱线是无形状的几何线，忽略了实际中不确定性原理及多普勒效应等因素造成的谱线展宽，实际的谱线是覆盖一段频率带宽的，具有一定的谱线形状。精确计算时要求这些公式乘以归一化的谱线形状，从而得到带有“1/频率”的量纲。

## 爱因斯坦系数
1916年，阿尔伯特·爱因斯坦指出在原子谱线的形成中存在三种基本过程，它们分别被称作自发辐射、受激辐射和（受激）吸收。每一种过程都对应着一个所谓爱因斯坦系数，表征着该过程所发生的几率。

### 自发辐射

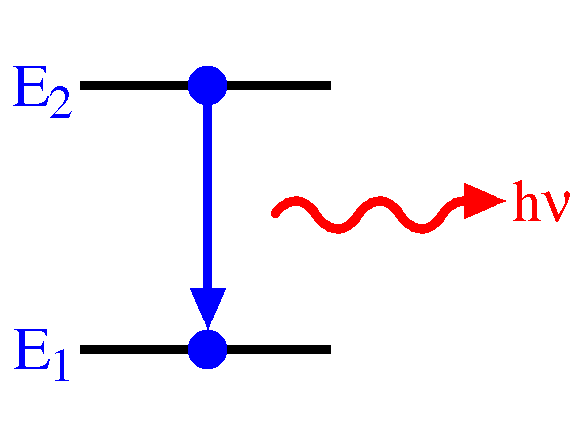
原子自发辐射的示意图

自发辐射即是电子在不受外界影响下自发地从高能级向低能级跃迁的过程。描述这一过程的是爱因斯坦系数{\displaystyle A_{21}\,}，它具有秒-1的量纲，表征的是在单位时间内电子从高能级{\displaystyle E_{2}\,}向低能级{\displaystyle E_{1}\,}自发跃迁并释放出能量为{\displaystyle h\nu =E_{2}-E_{1}\,}的光子的几率。由于能量-时间之间的不确定性关系，这一过程产生的光子实际占据了一段很窄的频率范围，即具有一定的线宽。如果假设处在两个能级的原子数密度分别为{\displaystyle n_{2}\,}和{\displaystyle n_{1}\,}，则自发辐射导致的低能级原子数密度{\displaystyle n_{1}\,}变化率为
{\displaystyle \left({\frac {dn_{1}}{dt}}\right)_{A_{21}}=A_{21}n_{2}}

### 受激辐射

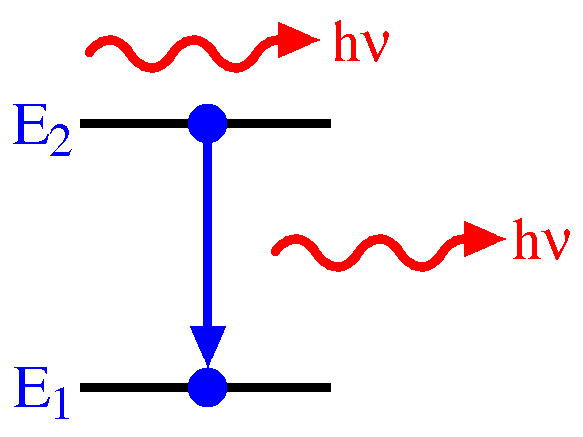
原子受激辐射的示意图

受激辐射是指当原子接受到外界的电磁辐射，而外界电磁辐射的频率恰好等于（或接近）电子在某两个能级跃迁时释放光子的频率时，符合这样条件的电子受到激发从高能级向低能级跃迁的过程。描述这一过程的是爱因斯坦系数{\displaystyle B_{21}\,}，它具有球面度·米2·赫兹·瓦特-1·秒-1（相当于球面度·米2·焦耳-1·秒-1）的量纲，表征的是在单位时间内辐射场的单位辐射亮度下电子从高能级{\displaystyle E_{2}\,}向低能级{\displaystyle E_{1}\,}受激跃迁并释放出能量为{\displaystyle h\nu =E_{2}-E_{1}\,}的光子的几率。如果假设处在两个能级的原子数密度分别为{\displaystyle n_{2}\,}和{\displaystyle n_{1}\,}，则受激辐射导致的低能级原子数密度{\displaystyle n_{1}\,}变化率为
{\displaystyle \left({\frac {dn_{1}}{dt}}\right)_{B_{21}}=B_{21}n_{2}\rho (\nu );\quad \quad \rho (\nu )={\frac {2h\nu ^{3}}{c^{3}(e^{h\nu /kT}-1)}}}
其中{\displaystyle \rho (\nu )}是辐射场的辐射密度，它是受激频率{\displaystyle \nu \,}的函数（参见普朗克定律）。
受激辐射是激光技术诞生的理论基础。

### 光吸收

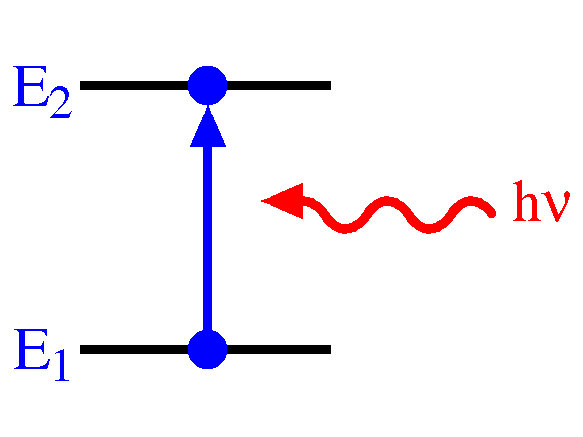
原子吸收的示意图

吸收是原子吸收光子，使其内部的一个电子从低能级向高能级跃迁的过程。描述这一过程的是爱因斯坦系数{\displaystyle B_{12}\,}，它也具有球面度·米2·赫兹·瓦特-1·秒-1（相当于球面度·米2·焦耳-1·秒-1）的量纲，表征的是在单位时间内辐射场的单位辐射亮度下电子吸收能量为{\displaystyle h\nu =E_{2}-E_{1}\,}的光子并从低能级{\displaystyle E_{1}\,}向高能级{\displaystyle E_{2}\,}跃迁的几率。如果假设处在两个能级的原子数密度分别为{\displaystyle n_{2}\,}和{\displaystyle n_{1}\,}，则吸收导致的低能级原子数密度{\displaystyle n_{1}\,}变化率为
{\displaystyle \left({\frac {dn_{1}}{dt}}\right)_{B_{12}}=-B_{12}n_{1}\rho (\nu )}

## 细致平衡
爱因斯坦系数对于每一个原子而言代表了确定的跃迁几率，而与原子所组成的气体所处的状态无关。从而，我们在热平衡条件下从这些系数所作的推导具有普适性。
在热平衡状态下，我们可以假设一个简单的情形，即处于任何激发态的原子的总变化率为零，也就是说通过所有的辐射和吸收过程达到激发态和离开激发态的原子数量保持相等。由于这些跃迁都属于束缚态-束缚态之间的跃迁，我们认为这种平衡是一种细致平衡，也就是说任意两个能级间的总交换保持平衡，这是由于电子跃迁的几率不会受到其他激发态原子存在与否的影响。细致平衡（仅在热平衡状态下成立）要求处于低能级的原子数密度因三种基本过程引起的变化恒定为零：
{\displaystyle 0=A_{21}n_{2}+B_{21}n_{2}I(\nu )-B_{12}n_{1}I(\nu )\,}
在细致平衡的情形下，我们可以使用平衡态下的原子按能量的分布规律（遵循麦克斯韦-玻尔兹曼分布）以及平衡态下光子的分布（遵循普朗克黑体辐射定律）来推导爱因斯坦系数间的普适性关系。
对麦克斯韦-玻尔兹曼分布我们将原子的任意激发态记作i：
{\displaystyle {\frac {n_{i}}{n}}={\frac {g_{i}e^{-E_{i}/kT}}{Z}}}
这里{\displaystyle n\,}是包括处于激发态和基态的原子的总数密度；{\displaystyle k\,}是玻尔兹曼常数；{\displaystyle T\,}是温度，{\displaystyle g_{i}\,}是激发态i的简并度；{\displaystyle Z\,}是系统的配分函数。根据普朗克黑体辐射定律，我们有在频率{\displaystyle \nu \,}下黑体的辐射亮度为
{\displaystyle I(\nu )={\frac {F(\nu )}{e^{h\nu /kT}-1}}}
其中
{\displaystyle F(\nu )={\frac {2h\nu ^{3}}{c^{2}}}}
其中{\displaystyle c\,}是光速，{\displaystyle h\,}是普朗克常数。
注意在某些计算中使用的是黑体的能量密度而不是辐射亮度，能量密度的形式为
{\displaystyle F(\nu )={\frac {8\pi h\nu ^{3}}{c^{3}}}}
将这些表达式代入细致平衡方程并利用{\displaystyle E_{2}-E_{1}=h\nu }可得到
{\displaystyle A_{21}g_{2}e^{-h\nu /kT}+B_{21}g_{2}e^{-h\nu /kT}{\frac {F(\nu )}{e^{h\nu /kT}-1}}=B_{12}g_{1}{\frac {F(\nu )}{e^{h\nu /kT}-1}}}
上面的方程必须对所有温度都成立，从而三个爱因斯坦系数之间可建立如下关系：
{\displaystyle {\frac {A_{21}}{B_{21}}}=F(\nu )}
和
{\displaystyle {\frac {B_{21}}{B_{12}}}={\frac {g_{1}}{g_{2}}}}
如果把这个关系代入初始的方程，也可以得到{\displaystyle A_{21}}和{\displaystyle B_{12}}的关系式，这个关系式将普朗克定律蕴含在其中（参见光子#受激辐射和自发辐射）。